# Tyttocharax metae
Tyttocharax metae is een straalvinnige vissensoort uit de familie van de karperzalmen (Characidae). De wetenschappelijke naam van de soort is voor het eerst geldig gepubliceerd in 2012 door Román-Valencia, García-Alzate, Ruiz-C. & Taphorn.